# Општина Фолтешти (Галац)
Фолтешти (рум. Folteşti) општина је у Румунији у округу Галац.
Oпштина се налази на надморској висини од 46 m.